# Kanton Combronde
Der Kanton Combronde war bis 2015 ein französischer Kanton im Arrondissement Riom, im Département Puy-de-Dôme und in der Region Auvergne-Rhône-Alpes; sein Hauptort war Combronde. Vertreter im Generalrat des Départements war zuletzt von 1998 bis 2015 Bernard Favodon.
Der Kanton Combronde war 105,08 km² groß und hatte (1999) 5883 Einwohner, was einer Bevölkerungsdichte von 56 Einwohnern pro km² entsprach. Er lag im Mittel 450 Meter über dem Meeresspiegel, zwischen 334 Meter in Saint-Myon und 706 Meter in Teilhède.

## Gemeinden
Der Kanton bestand aus zwölf Gemeinden:
| Gemeinde               | Einwohner Jahr | Fläche km² | Bevölkerungsdichte | Code INSEE | Postleitzahl |
| ---------------------- | -------------- | ---------- | ------------------ | ---------- | ------------ |
| Beauregard-Vendon      | 1.142 (2013)   | 7,33       | 156 Einw./km²      | 63035      | 63460        |
| Champs                 | 381 (2013)     | 15,13      | 25 Einw./km²       | 63082      | 63440        |
| Combronde              | 2.098 (2013)   | 18,00      | 117 Einw./km²      | 63116      | 63460        |
| Davayat                | 587 (2013)     | 2,33       | 252 Einw./km²      | 63135      | 63200        |
| Gimeaux                | 401 (2013)     | 2,19       | 183 Einw./km²      | 63167      | 63200        |
| Jozerand               | 505 (2013)     | 10,76      | 47 Einw./km²       | 63181      | 63460        |
| Montcel                | 445 (2013)     | 9,43       | 47 Einw./km²       | 63235      | 63460        |
| Prompsat               | 429 (2013)     | 4,23       | 101 Einw./km²      | 63288      | 63200        |
| Saint-Hilaire-la-Croix | 315 (2013)     | 16,21      | 19 Einw./km²       | 63358      | 63440        |
| Saint-Myon             | 459 (2013)     | 5,51       | 83 Einw./km²       | 63379      | 63460        |
| Teilhède               | 422 (2013)     | 11,82      | 36 Einw./km²       | 63427      | 63460        |
| Yssac-la-Tourette      | 361 (2013)     | 2,14       | 169 Einw./km²      | 63473      | 63200        |

## Bevölkerungsentwicklung
| 1962 | 1968 | 1975 | 1982 | 1990 | 1999 | 2009 |
| ---- | ---- | ---- | ---- | ---- | ---- | ---- |
| 4260 | 4868 | 4899 | 5324 | 5727 | 5883 | 7091 |